# Intuitive Machines
Intuitive Machines, Inc. és una empresa americana que cotitza en borsa amb seu a Houston, Texas. Va ser fundada el 2013 per Stephen Altemus, Kam Ghaffarian i Tim Crain.
La companyia ha iniciat un programa lunar per proporcionar accés a la superfície lunar, lliurament d'òrbita lunar i comunicacions a distància lunar. Intuitive Machines té tres contractes de la NASA, sota la iniciativa Commercial Lunar Payload Services (CLPS) de l'agència espacial, per lliurar càrregues útils a la superfície lunar.
L'antigament privada Intuitive Machines, LLC va completar una fusió amb una empresa d'adquisició amb finalitats especials, Inflection Point Acquisition Corp., el febrer de 2023 i es va incorporar a l'estat de Delaware.

## Visió general
Intuitive Machines ha dissenyat alguns drons aerotransportats i naus espacials, inclòs el Vehicle de Reentrada Universal (URV), l'aterratge lunar Nova-C, i altres sistemes d'instruments de vol.

### Nova-C
El novembre de 2018, va ser seleccionada per la NASA com una de les 9 empreses a les quals se'ls va concedir el dret de licitar al programa Commercial Lunar Payload Services (CLPS). El seu aterratge, Nova-C, serà proposat al CLPS de la NASA com el primer aterratge d'aquest programa, que se centra en l'exploració i l'ús dels recursos naturals de la Lluna.
El 31 de maig de 2019, la NASA va anunciar que havia atorgat a Intuitive Machines 77 milions de dòlars per construir i llançar el seu aterratge lunar Nova-C.
El 13 d'abril de 2020, Intuitive Machines, sota contracte per portar instruments científics de la NASA a la Lluna en una nau espacial robòtica desenvolupada de manera privada, va dir que la seva primera missió lunar comercial apuntaria a l'aterratge a prop d'una vall estreta i profunda anomenada Vallis Schröteri.
L'abril de 2021, però, el lloc d'aterratge s'havia canviat a un lloc no especificat entre Mare Serenitatis i Mare Crisium. Intuitive Machines va anunciar l'octubre de 2019 que el seu primer aterratge Nova-C es llançaria amb un coet SpaceX Falcon 9. La companyia va dir el 13 d'abril de 2020 que la seva primera missió lunar, designada IM-1, estava programada per llançar-se tan aviat com l'11 d'octubre de 2021, en un coet Falcon 9 des de la plataforma LC-39A al Kennedy Space Center a Florida. A partir de maig de 2022, l'IM-1 estava programat per llançar-se el 22 de desembre de 2022, però el novembre de 2022, l'IM-1 estava programat per al març de 2023 abans. Però després va arribar el febrer de 2024, la companyia va començar la seva primera missió, on el Nova-C passaria aproximadament vuit dies viatjant a la Lluna abans de baixar a la superfície, intentant fer el primer aterratge en més del que va tocar la missió Apollo 17. baixa el 1972. Es va llançar des de Florida amb el coet Falcon 9 de SpaceX.
El contracte Intuitive Machines amb la NASA està valorat en 77 milions de dòlars, que cobreix el transport i les operacions a la Lluna de cinc instruments científics de la NASA. Intuitive Machines va dir anteriorment que el primer aterratge Nova-C estava programat per al llançament el juliol del 2021. Josh Marshall, un portaveu de la companyia, va dir el 15 d'abril de 2020 que la missió es va retrocedir tres mesos a causa dels impactes d'una protesta a l'adjudicació del contracte de l'empresa per part de Deep Space Systems. Deep Space Systems també va licitar pels contractes que finalment van guanyar Intuitive Machines i Astrobotic Technology. Després d'una revisió, l'Oficina de Responsabilitat del Govern (GAO) va confirmar la selecció de màquines intuïtives i tecnologia astrobòtica de la NASA, la qual cosa va permetre continuar treballant en les missions CLPS.
Després del llançament de la missió IM-1, les accions d'Intuitive Machines van augmentar un 35% en un dia de negociació, arribant a un augment total del 75% el divendres 16 de febrer